# Paphiopedilum glaucophyllum
Paphiopedilum glaucophyllum är en orkidéart som beskrevs av Johannes Jacobus Smith. Paphiopedilum glaucophyllum ingår i släktet Paphiopedilum och familjen orkidéer.

## Underarter
Arten delas in i följande underarter:
- P. g. glaucophyllum
- P. g. moquetteanum

## Bildgalleri

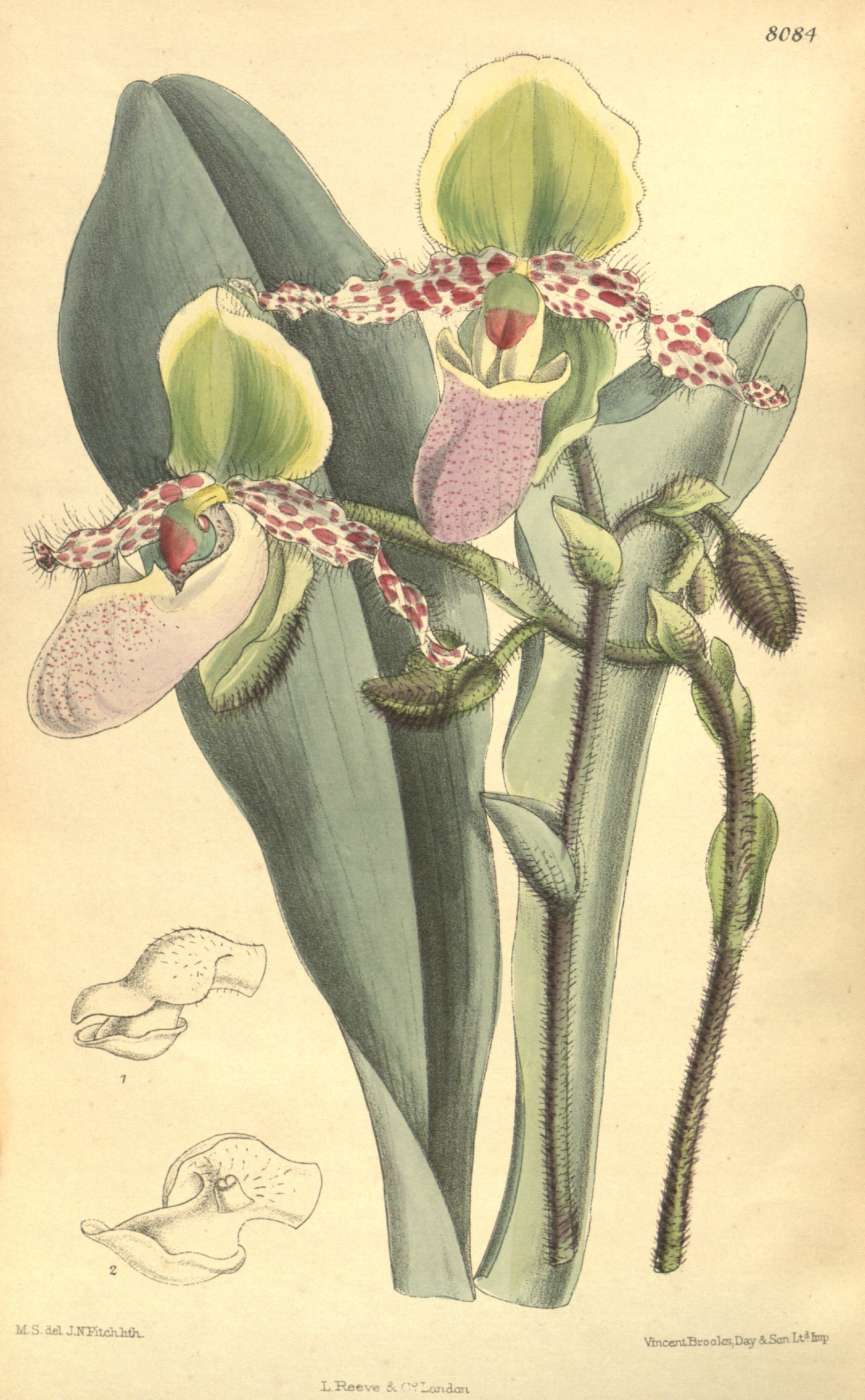
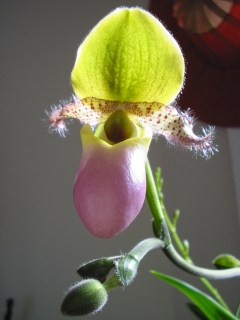
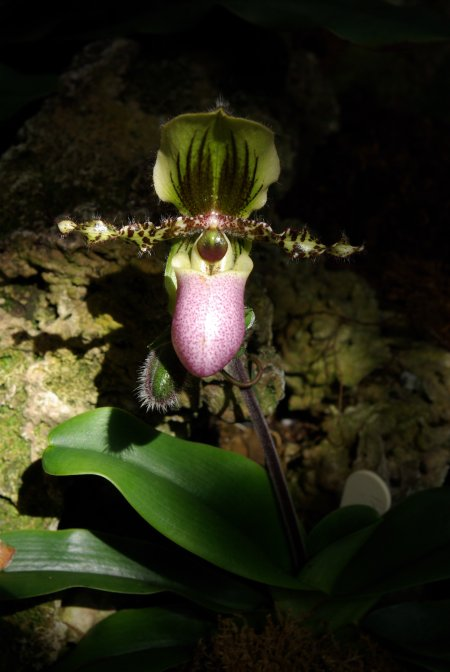
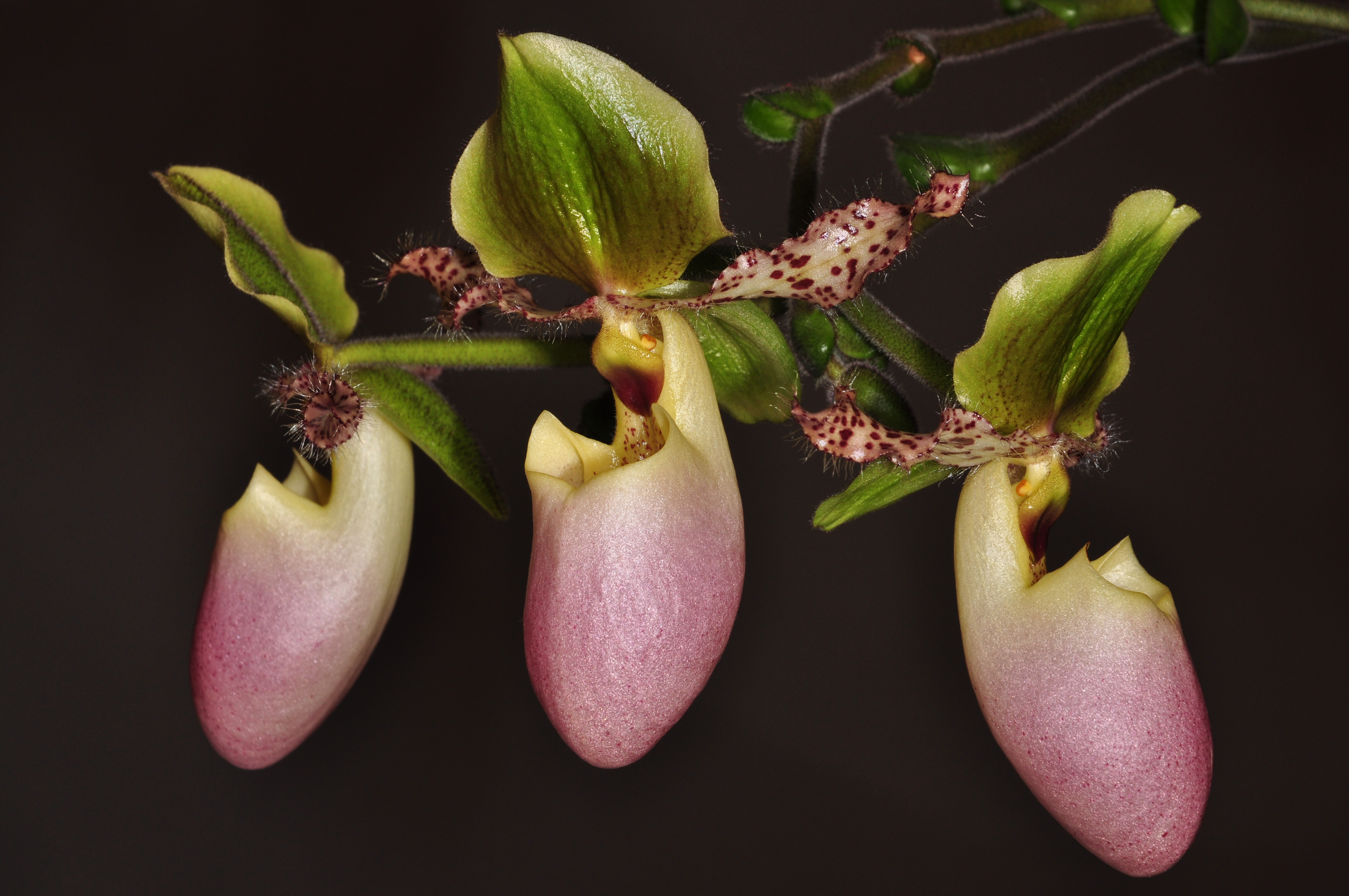
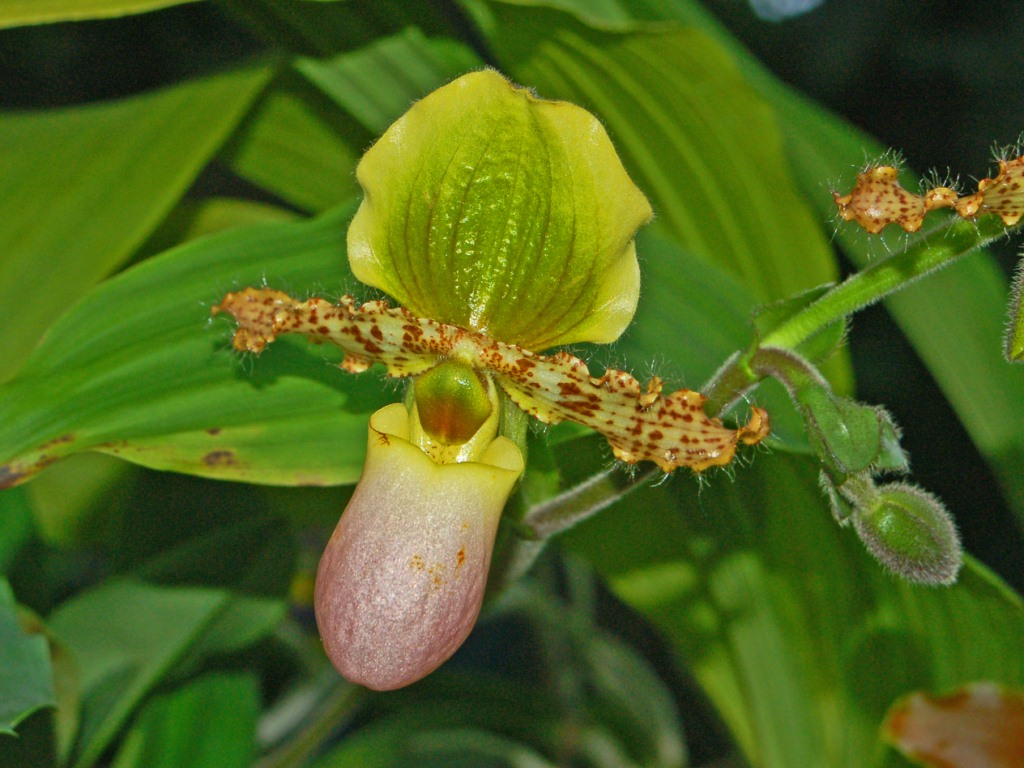
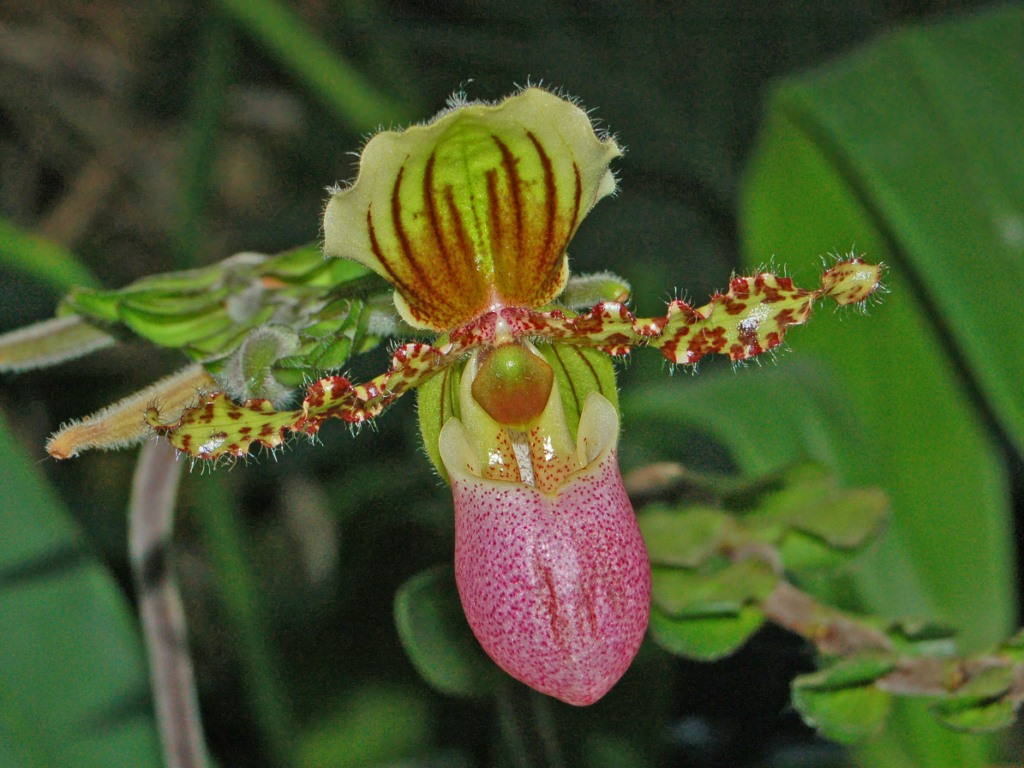